# Le Perrier (Wandea)
Le Perrier – miejscowość i gmina we Francji, w regionie Kraj Loary, w departamencie Wandea.